# Pseudoathyreus frontalis
Pseudoathyreus frontalis là một loài bọ cánh cứng trong họ Geotrupidae. Loài này được Parry miêu tả khoa học năm 1845.